# Douglas de Souza
Douglas de Souza (sinh ngày 7 tháng 3 năm 1987) là một cầu thủ bóng đá người Nhật Bản.

## Sự nghiệp câu lạc bộ
Douglas de Souza đã từng chơi cho Montedio Yamagata.